# Tales of the Sands (álbum de Myrath)
Tales of the Sands es el tercer álbum de estudio de la banda tunecina de metal progresivo Myrath. El álbum fue producido por el tecladista de Adagio Kevin Codfert.

## Lista de canciones
| N.º | Título                                                                             | Duración |  |
| 1.  | «Under Siege»                                                                      | 4:28     |  |
| 2.  | «Braving the Seas»                                                                 | 4:20     |  |
| 3.  | «Merciless Times»                                                                  | 3:28     |  |
| 4.  | «Tales of the Sands»                                                               | 5:19     |  |
| 5.  | «Sour Sigh»                                                                        | 4:58     |  |
| 6.  | «Dawn Within»                                                                      | 3:31     |  |
| 7.  | «Wide Shut»                                                                        | 5:25     |  |
| 8.  | «Requiem for a Goodbye»                                                            | 4:23     |  |
| 9.  | «Beyond the Stars»                                                                 | 5:15     |  |
| 10. | «Time to Grow»                                                                     | 4:02     |  |
| 11. | «Apostrophe for a Legend» (Pista adicional en la versión norteamericana del álbum) | 5:10     |  |
| 12. | «Fate in Motion» (Pista adicional en la versión japonesa del álbum)                | 4:49     |  |

## Formación
- Malek Ben Arbia - guitarra
- Zaher Zorgati - voz
- Anis Jouini - bajo
- Elyes Bouchoucha - teclado, voz de apoyo
- Piwee Desfray - batería

### Músicos invitados
- Ayman El Guedri - cabeza de la sección de violín, solo de violín y alto
- Yassine Ben Miloud - violín
- Anouar Jaaiem - violín
- Clémentine Delauney - voz de apoyo en "Under Siege"
- Elyes Bouchoucha - voz de apoyo
- Zaher Zorgati - voz de apoyo

### Producción
- Kevin Codfert - prodcción, mezcla, grabación y arreglos
- Fredrik Nordström - mezcla
- Jens Bogren - masterizado
- Taher Guizani - grabación de la sección de cuerdas
- Elyes Bouchoucha - arreglos
- Bader Klidi - artwork
- Perrine Pérez Fuentes - arte y dirección del folleto
- Ludovic Cordelieres - arte y diseño
- Ayoub Hidri - diseño del logo
- Martha Vergeot - diseño del logo